# Fränsta
Fränsta est une localité de la commune d'Ånge dans le comté de Västernorrland en Suède.
Sa population était de 2 084 habitants en 2019.